# Широкопалый речной рак
Широкопалый речной рак (лат. Astacus astacus) — вид десятиногих ракообразных из инфраотряда Astacidea. Распространён в пресных водоёмах на всей территории Европы. Естественная популяция резко сокращается в конце XIX и начале XX века, и в Европе почти полностью уничтожена чумой раков.
Начиная со второй половины XX века, широкопалых раков вытесняет из естественных местообитаний другой вид пресноводных раков — завезённый из Америки и устойчивый к болезни американский сигнальный рак (Pacifastacus leniusculus).

## Строение

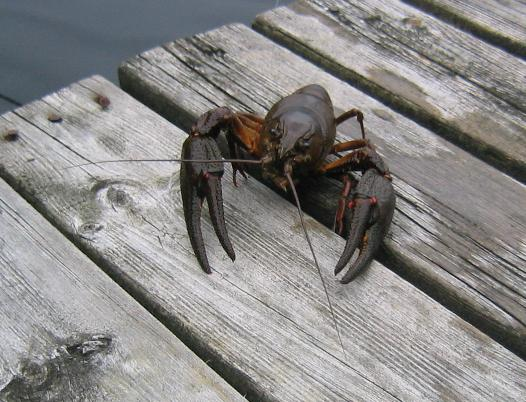
Широкопалый рак на лодочном причале.

### Внешнее строение
Длина тела широкопалого рака может достигать 25 см и более. Окраска варьируется в зависимости от местообитания от зеленовато-бурой до сине-коричневой.

#### Отделы тела
Тело состоит из двух основных отделов (тагм) — головогруди, или цефалоторакса, и брюшка (плеона, абдомена). Со спинной стороны головогрудь покрыта массивным карапаксом, несущим на переднем конце острый вырост — рострум. На поверхности карапакса имеется поперечный шейный шов и две продольные сердечно-жаберные бороздки. Боковые части карапакса — бранхиостегиты — отграничивают лежащую под карапаксом жаберную полость. К последнему сегменту брюшка крепится анальная лопасть — тельсон.

#### Конечности
По бокам от рострума располагается две пары чувствительных усиков — антенны I и антенны II — и пара фасеточных глаз на подвижных стебельках. Ротовой аппарат состоит из шести пар конечностей: мандибул (верхних челюстей), двух пар максилл (нижних челюстей) и трёх пар максиллипед (ногочелюстей).
Переон (грудь), как и у других десятиногих раков, состоит из восьми сегментов и несёт восемь пар конечностей — три пары вошедших в состав ротового аппарата ногочелюстей и пять пар переопод (торакопод). Первая пара переопод (хелипеды) отличается большими размерами и несёт клешни, более крупные у самцов. Остальные четыре функционируют в качестве ходильных ног; первые две пары несут небольшие клешни, используемые для очистки тела и захвата пищи. От внешней стороны ногочелюстей и грудных ног в полость под карапаксом отходят преобразованные в ветвистые жабры эпиподиты.
Плеон состоит из шести отчётливо различимых сегментов и анальной лопасти — тельсона. У самок этот отдел тела шире, чем у самцов. Конечности первого сегмента у самцов преобразованы в копулятивный орган, а у самок частично редуцированы. Следующие четыре несут плавательные конечности — плеоподы (у самцов и конечности второго сегмента видоизменены). На последнем сегменте расположены уроподы и тельсон, образуя похожий на раскрытый веер хвостовой плавник.

### Внутреннее строение
Желудок состоит из двух отделов: кардиального и пилорического. В первом пища перемалывается обызвествлёнными хитиновыми зубцами, а во втором дифференцируется с помощью сложного фильтрующего аппарата. При этом слишком крупные пищевые частицы исключаются из пищеварения, а прошедшие через фильтр поступают в пищеварительную железу — сложную систему выростов средней кишки, где происходит собственно переваривание и всасывание. Непереваренные остатки выводятся наружу через анальное отверстие, расположенное на тельсоне.
Кровеносная система у речного рака незамкнутая. Растворенный в воде кислород проникает через жабры в кровь, а накопившийся в крови углекислый газ через жабры выводится наружу. Нервная система состоит из окологлоточного нервного кольца и брюшной нервной цепочки.

## Среда обитания
Пресная чистая вода: реки, озёра, пруды, быстрые или проточные ручьи (глубиной 3—5 м и с впадинами до 7—45 м). Летом вода должна прогреваться до 16—22 °C. В настоящее время раки приспособились и отлично выживают не только в чистой, но и в сильно загрязнённой (в том числе нефтепродуктами) воде.

## Питание
Растительная (до 90 %) и мясная пища (моллюски, черви, насекомые и их личинки, головастики, падаль). Летом речной рак питается водорослями и свежими водными растениями (рдест, элодея, крапива, кувшинка, хвощ), зимой — опавшими листьями. За один прием пищи самка съедает больше, чем самец, но и ест она реже. Речной рак ищет пищу, не отходя далеко от норы, если же корма недостаточно, может мигрировать на 100—250 м.
Питается растительной пищей, а также мёртвыми и живыми животными. Активен в сумерки и ночью (днем раки скрываются под камнями или в норах, вырытых на дне, либо у берегов под корнями деревьев). Запах пищи раки чувствуют на большом расстоянии, особенно если трупы лягушек, рыб и других животных начали разлагаться.

## Поведение
Охотится речной рак ночью. Днём прячется в укрытиях (под камнями, корнями деревьев, в норах или любых предметах, лежащих на дне), которые охраняет от других раков. Роет норы, длина которых может достигать 35—120 см. Летом живёт в мелкой воде, зимой перебирается на глубину, где грунт крепкий, глинистый или песчаный. Встречаются случаи каннибализма. Вопреки расхожему мнению, передвигается рак в естественной среде вполне обычным образом — головой вперед, а вовсе не пятясь назад. Пятиться он может на суше, например, пойманный и положенный на землю рак будет пятиться, пытаясь скрыться. А вот плавают раки действительно задом наперёд, загребая хвостовой пластиной. В случае опасности с помощью хвостового плавника взмучивает ил или резким движением уплывает прочь. В конфликтных ситуациях между самцом и самкой, всегда доминирует самец. Если же встретились два самца, то обычно побеждает более крупный.

## Размножение
У раков половое размножение. В начале осени самец становится более агрессивным и подвижным, нападает на приближающуюся особь даже из норы. Увидев самку, он начинает преследование, и если догоняет, то хватает её за клешни и переворачивает. Самец должен быть крупнее самки, иначе она может вырваться. Самец переносит сперматофоры на брюшко самки и оставляет её. За один сезон он может оплодотворить до трех самок. Примерно через две недели самка выметывает 20-200 яиц, которые вынашивает на брюшке.
Половое созревание: самцы — 3 года, самки — 4.
Беременность/инкубация: зависит от температуры воды.
Продолжительность жизни: 20-25 лет.
Потомство: новорожденные рачки достигают в длину до 2 мм. Первые 10-12 суток они остаются под брюшком у самки, а затем переходят к самостоятельному существованию. В этом возрасте их длина около 10 мм, вес 20-25 мг. В первое лето рачки линяют пять раз, длина их увеличивается вдвое, а масса в шесть раз. На следующий год они вырастут до 3,5 см, и будут весить около 1,7 г, полиняв за это время шесть раз. Рост молодых речных раков происходит неравномерно. На четвертый год жизни раки вырастают примерно до 9 см, с этого момента они линяют два раза в год. Количество и сроки линек сильно зависят от температуры и питания.

## Прикладное значение
Речной рак употребляется в пищу. Письменные свидетельства употребления широкопалого речного рака в пищу появляются уже в Средние века, когда он считался деликатесом в среде шведской аристократии. В течение XVII и  XVIII веков употребление этих раков в пищу стало общепринятым среди всех слоёв населения, не в последнюю очередь из-за их обилия. В скандинавских традициях блюда из раков занимают важное место.
В иудаизме раки запрещены в пищу евреям, как не соответствующие критериям для кошерных животных.

## Охрана
Как уязвимый вид широкопалый речной рак занесен в Красную книгу Украины.